# Зоскалес
Зоскалес (*I ст. н. е.— бл. 100) — цар Аксуму. Низка дослідників розглядають його як першого аксумського володаря.

## Життєпис
Відомий завдяки згадки в Періплі Еритрейського моря як володар міста-держави Адуліс, знавець грецької мови та скупий. Панував начебто 13 років. Втім Зоскалес є грецьким варіантом ім'я. Вважається тотожнім володареві За Хакала (Хакалі, Хакале), що свідчить про сабейське коріння. За іншими відомостями посів трон близько 76 року. Його попередником був За Заліс (За Маліс).
Напевне був правителем міста Аксум та області навколо міста. Можливо також встановив зверхність над Адулісом. Заклав основи для Нового Аксумського царства. Помер близько 100 року. Його спадкував За Дембале (Зе Деме).